# Циюни, Бенцион Хаим
Бенцион Хаим Циюни (Хаим Ицхокович Зильбер; 1885, Розиттен, Витебская губерния, Российская империя — 1944, Казань, Татарская АССР, РСФСР, СССР) — главный раввин Казани в 1914—1944 гг.
Сын раввина Ицхока из Розиттена (Резекне) и Хавы, дочери раввина Йосефа Равинсона из Креславки. Учился у своего деда, а также у раввина Меера-Симхи из Двинска (Даугавпилса). В 1914 году женился на Лее-Гитл Шапиро, дочери раввина Мойше-Михла Шмуэла Шапиро, главного раввина Рагувы, Литва. Во время Первой мировой войны поменял фамилию Циюни ("из Сиона") на Зильбер, а имя на Яков, чтобы избежать мобилизации.
В 1917 назначен раввином Казани, где в это время собралось много беженцев из Беларуси. В 1917 у него родился единственный сын Ицхок, будущий выдающийся раввин и духовный лидер выходцев из России в Израиле. Рав Бенцион пытался сохранить еврейство в нелегких советских условиях. Большую часть деятельности приходилось проводить незаконно. Борьбу за сохранение еврейства продолжил после смерти рава его сын Ицхак Зильбер. После смерти раввина Зильбера раввином Казани стал  Б. Столов.
Погребен на Арском кладбище Казани, в конце 4 аллеи (на начало 2025 года часть старых иудейских захоронений потеряла памятники и надписи, ведется реконструкция с восстановлением имен)